# Qスター
グレーホールとしても知られるQスターは、エキゾチックな状態の物質を持つコンパクトで重い中性子星の仮想的な天体。このような天体は、前駆星のシュワルツシルト半径よりも小さく、すべての光ではなく一部の光が逃げられないほど強い引力を持っている。Qは保存された粒子数を表している。 Qスターは恒星ブラックホールと間違われる可能性がある。 

## 沿革
1975年に物理学者スティーヴン・ホーキングによって提案されたこの概念は、アルバート・アインシュタインの一般相対性理論の重力場方程式の解として使用される。ホーキングによれば、アインシュタイン方程式の解における特異点にはブラックホールとホワイトホールの2種類がある。ただし、理論的にはブラックホールは「内と外」がある天体である必要があるが、ホワイトホールは外にしか出られず、中には出ることはできない。ただし、ブラックホールには粒子からの放射があるため、ブラックホールはブラックホールと呼ばれるのにふさわしくなく、「グレーホール」と呼ぶべきである、としている。「グレーホール」という名前は使用されなくなったため「Qスター」に名前が変更された。Qスターと恒星ブラックホールは本質的に似ているが、これまでに恒星ブラックホールのみが発見されており、Qスターは発見されていない。Qスターの名称はクォーク星ではなく、超対称QボールとBボール（バリオン数）に由来する。

## Qスターの種類
- 超対称性Qボール [2]
- Bボール、大きなバリオン数Bを持つ安定したQボール。Qボールを吸収した中性子星に存在する可能性がある。 [2]

## 参照資料
1. ↑  “什麼是“灰洞”？”. 2010年8月1日閲覧。
2. 1 2  Kusenko, Alexander (2006). Properties and signatures of supersymmetric Q-balls. arXiv:hep-ph/0612159.